# Richard Ernest Saul
Richard Ernest Saul (* 16. April 1891 in Dublin; † 30. November 1965) war im Ersten Weltkrieg Pilot und im Zweiten Weltkrieg hochrangiger Befehlshaber (Air Vice-Marshal) in der Royal Air Force.

## Leben

### Erster Weltkrieg
Saul war zu Beginn des Ersten Weltkriegs junger Offizier (Second Lieutenant) im Royal Army Service Corps. Bereits 1916 hatte er die fliegerische Laufbahn eingeschlagen und diente als Beobachter im 16. Geschwader (No. 16 Squadron) des Royal Flying Corps der Armee.
Während des Krieges stieg er zum Kommandeur des 4. Geschwaders (No. 4 Squadron) auf.

### Zwischen den Weltkriegen
Nach dem Waffenstillstand führte er zunächst das 7., dann das 12. Geschwader und das 2. Geschwader.
Als begeisterter Sportler spielte er Rugby und Hockey. 1928 und 1932 gewann er die Tennismeisterschaft der Royal Air Force.
Im September 1933 übernahm Saul das 203. Geschwader, das von Basra (Irak) aus operierte. 1935 führte Saul einen Verband von Flugbooten seines Geschwaders bei einem Langstreckenflug von Plymouth nach Basra.

### Zweiter Weltkrieg
Während des Zweiten Weltkriegs kommandierte Saul die 13. und danach die 12. Gruppe. Der 13. Gruppe fiel in der Luftschlacht um England die Aufgabe zu, den nördlichen Luftraum zu verteidigen.
Ab 1943 fungierte er als Luftbefehlshaber östliches Mittelmeer (Air Officer Commanding Air Defences Eastern Mediterranean).

### Nach dem aktiven Dienst
Saul verließ die Royal Air Force am 29. Juni 1944 und übernahm den Vorsitz der United Nations Relief and Rehabilitation Administration auf dem Balkan. Ab 1947 schloss sich der stellvertretende Vorsitz der Internationalen Transport Kommission in Rom an.
Nachdem Saul Rom im Jahr 1951 verlassen hatte, wurde er Leiter der Bibliothek der University of Toronto.
Er setzte sich 1959 endgültig zur Ruhe und verstarb am 30. November 1965 zwei Tage nachdem er von einem Auto angefahren worden war an den Folgen dieses Unfalls.